# Conus telatus
Conus telatus é uma espécie de gastrópode do gênero Conus, pertencente a família Conidae.

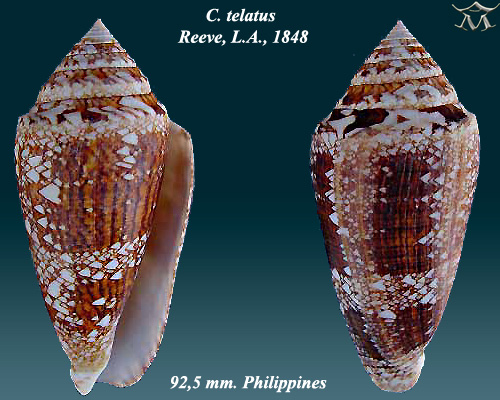
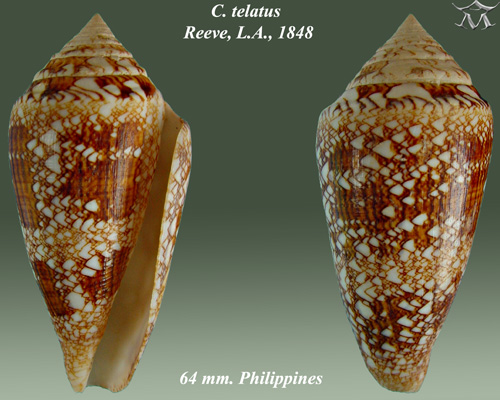
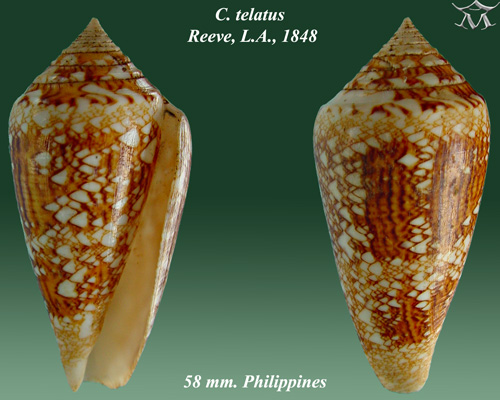